# Lisa Moreschini
Lisa Moreschini (Cles, 18 maggio 2001) è una scialpinista, ex combinatista nordica ed ex saltatrice con gli sci italiana, membro della nazionale italiana di sci alpinismo.

## Palmarès

### Mondiali
| Anno | Sede                       | Data             | Categoria | Tipologia   | Risultato | Note                         |
| ---- | -------------------------- | ---------------- | --------- | ----------- | --------- | ---------------------------- |
| 2021 | Coma Pedrosa               | 2 marzo 2021     | Junior    | Sprint      | Bronzo    | [ 2 ]                        |
| 2021 | Coma Pedrosa               | 4 marzo 2021     | Junior    | Vertical    | 4ª        | [ 2 ]                        |
| 2021 | Coma Pedrosa               | 6 marzo 2021     | Junior    | Individuale | Argento   | [ 2 ]                        |
| 2023 | Boí Taüll                  | 28 febbraio 2023 | Senior    | Sprint      | 17ª       | 4ª nella classifica U23      |
| 2023 | Boí Taüll                  | 1 marzo 2023     | Senior    | Vertical    | 11ª       | Argento nella classifica U23 |
| 2025 | Morgins (Portes du Soleil) | 4 marzo 2025     | Senior    | Vertical    | 13ª       | [ 5 ]                        |
| 2025 | Morgins (Portes du Soleil) | 6 marzo 2025     | Senior    | Sprint      | 20ª       | [ 6 ]                        |
| 2025 | Morgins (Portes du Soleil) | 8 marzo 2025     | Senior    | Team        | Argento   | con Alba De Silvestro        |

### Europei
| Anno | Sede            | Data             | Categoria | Tipologia   | Risultato | Note                         |
| ---- | --------------- | ---------------- | --------- | ----------- | --------- | ---------------------------- |
| 2022 | Boí Taüll       | 9 febbraio 2022  | Senior    | Sprint      | 15ª       | Argento nella classifica U23 |
| 2022 | Boí Taüll       | 10 febbraio 2022 | Senior    | Vertical    | 18ª       | Oro nella classifica U23     |
| 2022 | Boí Taüll       | 12 febbraio 2022 | Senior    | Individuale | 12ª       | Oro nella classifica U23     |
| 2024 | Flaine-Chamonix | 8 gennaio 2024   | Senior    | Individuale | 9ª        | 5ª nella classifica U23      |
| 2024 | Flaine-Chamonix | 10 gennaio 2024  | Senior    | Sprint      | 14ª       | 5ª nella classifica U23      |
| 2024 | Flaine-Chamonix | 11 gennaio 2024  | Senior    | Vertical    | 5ª        | Argento nella classifica U23 |

## Altre competizioni internazionali
2019
- Oro alla Lunagaro, categoria Junior

2024
- Oro alla Transcavallo, in team con  Alba De Silvestro
- Argento al Tour du Rutor, in team con  Claudia Boffelli